# Municipio de Sedgwick
El municipio de Sedgwick (en inglés: Sedgwick Township) es un municipio ubicado en el condado de Harvey en el estado estadounidense de Kansas. En el año 2010 tenía una población de 1833 habitantes y una densidad poblacional de 19,8 personas por km².

## Geografía
El municipio de Sedgwick se encuentra ubicado en las coordenadas 37°57′20″N 97°25′36″O / 37.95556, -97.42667. Según la Oficina del Censo de los Estados Unidos, el municipio tiene una superficie total de 92.57 km², de la cual 92,57 km² corresponden a tierra firme y (0 %) 0 km² es agua.

## Demografía
Según el censo de 2010, había 1833 personas residiendo en el municipio de Sedgwick. La densidad de población era de 19,8 hab./km². De los 1833 habitantes, el municipio de Sedgwick estaba compuesto por el 95,85 % blancos, el 0,16 % eran afroamericanos, el 0,76 % eran amerindios, el 0,38 % eran asiáticos, el 1,25 % eran de otras razas y el 1,58 % eran de una mezcla de razas. Del total de la población el 3,38 % eran hispanos o latinos de cualquier raza.